# سیارک ۲۱۰۷۵
سیارک ۲۱۰۷۵ (به انگلیسی: 21075 Heussinger، نامگذاری:1991RF4) بیست و یک هزار و هفتاد و پنجمین سیارک کشف شده‌است که در ۱۲ سپتامبر ۱۹۹۱ کشف شد.
قدر مطلق سیارک برابر ۷.۸ است.